# Сен-Пьер-ле-Бост
Сен-Пьер-ле-Бост (фр. Saint-Pierre-le-Bost) — коммуна во Франции, находится в регионе Лимузен. Департамент коммуны — Крёз. Входит в состав кантона Буссак. Округ коммуны — Гере.
Код INSEE коммуны — 23233.

## Население
Население коммуны на 2010 год составляло 148 человек.
| 1962 | 1968 | 1975 | 1982 | 1990 | 1999 | 2010 |
| ---- | ---- | ---- | ---- | ---- | ---- | ---- |
| 334  | 301  | 221  | 183  | 165  | 156  | 148  |

## Экономика
В 2010 году среди 81 человека трудоспособного возраста (15—64 лет) 54 были экономически активными, 27 — неактивными (показатель активности — 66,7 %, в 1999 году было 60,0 %). Из 54 активных жителей работали 48 человек (27 мужчин и 21 женщина), безработных было 6 (4 мужчины и 2 женщины). Среди 27 неактивных 7 человек были учениками или студентами, 10 — пенсионерами, 10 были неактивными по другим причинам.